# Metrosideros diffusa
Metrosideros diffusa là một loài thực vật có hoa trong Họ Đào kim nương. Loài này được (G.Forst.) Sm. mô tả khoa học đầu tiên năm 1797.